# Pilocrates
Pilocrates é um gênero de traça pertencente à família Agonoxenidae.